# 阿爾泰區 (阿爾泰邊疆區)

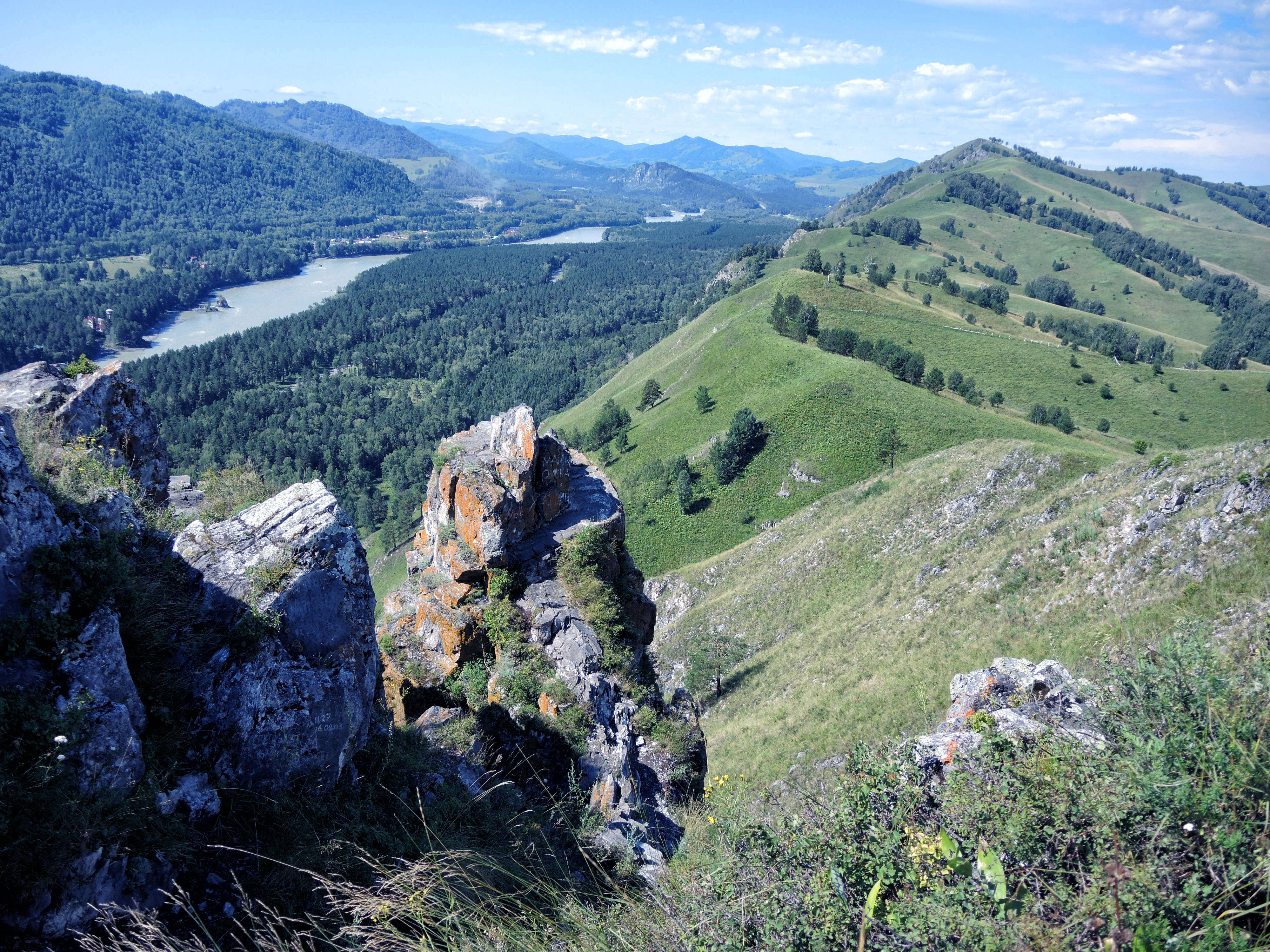

51°56′N 85°19′E / 51.933°N 85.317°E
阿爾泰區（俄语：Алтайский район），是俄羅斯的一個區，位於該國南部，由阿爾泰邊疆區負責管轄，面積3,490平方公里，2010年人口25,645，人口密度每平方公里7.35人。